# Mont Pourri
Mont Pourri je hora horského masivu Vanoise. S nadmořskou výškou 3 779 metrů je druhou nejvyšší horou Vanoise, po Grand Casse.
Nachází se v severní části horského masivu, na severní hranici Národního parku Vanoise. Leží v departementu Savojsko, v blízkosti hranice s Itálií. Jihovýchodně od hory leží známá zimní turistická střediska Val-d'Isère a Tignes.